# Октябрьское (Аламудунский район)
Октябрьское — село в Аламудунском районе Чуйской области Кыргызстана. Административный центр Октябрьского аильного округа. Код СОАТЕ — 41708 203 852 01 0.

## Население
| Год     | 2009 | 2014 | 2015 |
| ------- | ---- | ---- | ---- |
| человек | 5439 | 6629 | 6638 |